# Alkoholmetabolisering
Etanol eller "alkohol" metaboliseras (bryts ner) i människokroppen av enzymet alkoholdehydrogenas i magsäck och lever. Via blodomloppet exponeras alla kroppens organ och vävnader av etanolen, som påverkar främst hjärnan, hjärtat, levern och bukspottkörteln negativt. 
Omkring 20 % av alkoholen tas upp direkt i magsäcken; resten tas upp av tarmarna. Om man ätit mat, i synnerhet fet mat eller mat med mycket kolhydrater, så tas maginnehållet upp långsammare av tunntarmen vilket saktar ner absorptionen av alkohol. Outspädd alkohol och kolsyrade alkoholdrycker tas också upp fortare. När väl alkoholen är i blodomloppet, så dämpas dess effekt av utspädning med det vatten som finns tillgängligt i kroppen. Detta är ett av skälen till att kvinnor, som i regel har lägre muskelmassa än män, är känsligare för alkohol eftersom muskler innehåller mycket vatten.
Etanol metaboliseras främst av enzymet alkoholdehydrogenas (ADH) som omvandlar alkoholen till acetaldehyd, vilket går förhållandevis långsamt. Desto snabbare omvandlas acetaldehyden sedan till ättiksyra av enzymet acetaldehyddehydrogenas. Ättiksyran bryts sedan ner till koldioxid och vatten. Även leverenzymet P450IIE1 (CYP2E1) metaboliserar alkohol. Levern tillverkar mer CYP2E1 vid regelbunden alkoholkonsumtion, vilket leder till förbättrad nedbrytning. En liten del alkohol som ej bryts ner avgår i urinen.
I genomsnitt förbränner en människa cirka 2 cl starksprit per timme, men det finns stora individuella variationer. Med andra ord tar det cirka tre timmar att förbränna en halvliter starköl.